# Harith bin Ghazi al-Nadhari
Pour les articles homonymes, voir Ghazi.
Harith bin Ghazi al-Nadhari, mort le 31 janvier 2015, est un haut responsable de la loi islamique (charia) au sein d'Al-Qaïda dans la péninsule arabique (AQPA) basé au Yémen,.
Al-Nadhari a figuré dans de nombreuses vidéos de propagande d'AQPA, notamment en réprimandant l'annonce par l'État islamique d'étendre son califat au Yémen et en renouvelant ses loyautés à l'émir d'Al-Qaïda Ayman al-Zawahiri. Dans son discours, Al-Nadhari a déclaré : « L'annonce du califat pour tous les musulmans par nos frères de l'État islamique ne remplit pas les conditions requises: la politique de nos frères de l'État islamique divisait les moudjahidin et les dispersait , c'est une phase sensible de l'histoire dans les rangs des moudjahidines [communauté], c'est l'une des choses absolument interdites dans la religion d'Allah ».
Le 10 janvier, Harith bin Ghazi al-Nadhari a menacé la France sans pour autant revendiquer l'attentat de Charlie Hebdo à Paris, citant le motif de « vengeance pour l'honneur » du prophète, ce que Nasser Ben Ali al-Anassi fera le 14 janvier 2015.
Le 31 janvier 2015, al-Nadhari et trois autres militants de l'AQAP ont été tués par une frappe de drone américaine.